# Тихорецкая епархия
Тихорецкая епархия — епархия Русской православной церкви, объединяющая приходы и монастыри в северо-восточной части Краснодарского края (в границах Белоглинского, Выселковского, Кавказского, Кореновского, Крыловского, Новопокровского, Павловского, Тбилисского и Тихорецкого районов). Входит в состав Кубанской митрополии.

## История
Тихорецкая епархия выделена из состава Екатеринодарской решением Священного Синода Русской православной церкви от 12 марта 2013 года. Включена в состав новообразованной Кубанской митрополии. Временное управление Тихорецкой епархией поручено Преосвященному митрополиту Екатеринодарскому и Кубанскому Исидору. На заседании Священного Синода от 25-26 декабря 2013 года епископом Тихорецким и Кореновским избран игумен Стефан (Кавтарашвили), клирик Тихорецкой епархии.

## Архиереи
- 12 марта 2013 — 25 февраля 2014 в/у — Исидор (Кириченко), митрополит Екатеринодарский
- с 25 февраля 2014 — Стефан (Кавтарашвили)

## Благочиния
Епархия разделена на 9 церковных округов (По состоянию на октябрь 2022 года[значимость факта?]):
- Выселковское благочиние
- Кавказское благочиние
- Кореновское благочиние
- Кропоткинское благочиние
- Крыловское благочиние
- Новопокровское благочиние
- Павловское благочиние
- Тбилисское благочиние
- Тихорецкое благочиние

## Монастыри
- Кореновский Успенский монастырь в Кореновске (женский)

бывшие
- Кавказский Никольский миссионерский монастырь (мужской; близ станицы Кавказской; основан 12 февраля 1897 на месте бывшего старообрядческого скита, упразднён в 1931)

## СМИ
- Официальный сайт Тихорецкой епархии
- Журнал Тихорецкой епархии (ежеквартально)